# Zbigniew Czajkowski (piłkarz)
Zbigniew Czajkowski (ur. 9 sierpnia 1972 we Wschowie) – polski piłkarz występujący na pozycji napastnika. Od 2017 trenuje klub klasy okręgowej Płomień Radwanice.
Wcześniej reprezentował barwy Avii Siedlnica, Chrobrego Głogów, Zagłębia Lubin, Widzewa Łódź, Odry Opole oraz Lecha Poznań. Znany z afery korupcyjnej zwanej „aferą Fryzjera”. W latach 2002–2008 występował jako grający trener w Sparcie Miejska Górka. W następny latach trenował Dragon Jaczów i Victorię Siciny. Od 2017 roku trenuje drużynę Płomienia Radwanice.